# Haemonides
Haemonides é um gênero de traça pertencente à família Brachodidae.